# Retardado (pejorativo)
No uso moderno, retardado é um termo pejorativo para alguém com deficiência mental ou para alguém que é estúpido, lento para entender ou ineficaz de alguma forma.
Anteriormente, era usada como um termo médico. O verbo "retardar" significa atrasar ou conter, e assim "retardar" tornou-se conhecido como um termo médico no final do século XIX e no início do século XX para descrever crianças com desenvolvimento mental retardado. Até por volta da década de 1960, os termos "idiota", "cretino" e "imbecil" eram todos termos genuínos e não ofensivos para se referir a pessoas com deficiência intelectual e baixa inteligência. Essas palavras foram descontinuadas nessa forma quando surgiu a preocupação de que elas haviam desenvolvido significados negativos, com "retardado" substituindo-as. Depois disso, o termo "deficientes" substituiu "retardado".

## Uso moderno
"Retardado" passou de um termo imparcial para um termo carregado negativamente. Por esse motivo, agora é amplamente considerado degradante, mesmo quando usado em seu contexto original.
Muito parecido com os termos hoje amplamente aceitos socialmente, idiota e imbecil, que também são definidos para algum tipo de deficiência mental, o termo retardado é usado em sua forma pejorativa, ele geralmente não é dirigido a pessoas com deficiência mental. Em vez disso, as pessoas usam o termo para provocar seus amigos ou como um insulto geral durante uma discussão.